# Bacia de São João
Bacia de São João is een van de 18 microregio's van de Braziliaanse deelstaat Rio de Janeiro. Zij ligt in de mesoregio Baixadas Litorâneas en grenst aan de microregio's Lagos, Macacu-Caceribu, Nova Friburgo en Macaé. De microregio heeft een oppervlakte van ca. 1.630 km². In 2006 werd het inwoneraantal geschat op 149.424.
Drie gemeenten behoren tot deze microregio:
- Casimiro de Abreu
- Rio das Ostras
- Silva Jardim

Mesoregio's: Baixadas Litorâneas · Centro Fluminense · Metropolitana do Rio de Janeiro · Noroeste Fluminense · Norte Fluminense · Sul Fluminense

Microregio's: Bacia de São João · Baía da Ilha Grande · Barra do Piraí · Campos dos Goytacazes · Cantagalo-Cordeiro · Itaguaí · Itaperuna · Lagos · Macacu-Caceribu · Macaé · Nova Friburgo · Rio de Janeiro · Santa Maria Madalena · Santo Antônio de Pádua · Serrana · Três Rios · Vale do Paraíba Fluminense · Vassouras